# 非肺部气流音
非肺部氣流音(Non-pulmonic consonants)所產生的氣流不從肺部發出，有搭嘴音、內爆音和擠喉音。與其相對的是肺部氣流音。只有極少數語言擁有非肺部氣流音。

## 參閲
- 肺部气流音